# Hành động vĩ đại
Große Aktion (tiếng Ba Lan: Wielka Akcja; "Hành động vĩ đại") là tên mã của Đức Quốc Xã cho việc trục xuất và giết hàng loạt người Do Thái ở Warsaw Ghetto bắt đầu từ ngày 22 tháng 7 năm 1942. Trong thời gian thực hiện Grossaktion, những người Do Thái bị khủng bố trong các cuộc vây bắt hàng ngày, diễu hành qua khu ghetto và tập trung tại quảng trường ga Umschlagplatz cho cái được gọi là "tái định cư phía Đông" trong biệt ngữ hoa mỹ của Đức Quốc Xã. Tại đây, những người Do Thái được đưa đi trên các đoàn tàu Holocaust đông đúc đến trại hành quyết ở Treblinka.
Số lượng đông nhất người Do Thái ở Warszawa bị chuyển đi và chết tại Treblinka trong thời gian giữa các ngày lễ Do Thái Tisha B'Av (ngày 23 tháng 7) và Lễ đền tội (ngày 21 tháng 9) năm 1942. Trung tâm giết người cách Warszawaw 80 kilômét (50 mi) được hoàn thành chỉ vài tuần trước đó và đặc biệt là phục vụ Giải pháp cuối cùng. Treblinka có các phòng hơi ngạt được ngụy trang như các vòi hoa sen để "xử lý" toàn bộ những người được chuyển đến. Dưới sự điều khiển của Thiếu tướng SS (SS-Brigadeführer) Odilo Globocnik, chiến dịch có tên mã Chiến dịch Reinhard trở thành phần quan trọng của Holocaust ở Ba Lan.

## Lịch sử
Warsaw Ghetto là khu ghetto lớn nhất trong toàn bộ khu vực Châu Âu bị Đức chiếm đóng trong Chiến tranh thế giới thứ hai, với hơn 400,000 người Do Thái bị nhồi nhét trong một khu vực 1,3 dặm vuông Anh (3,4 km2) hoặc 7.2 người trong một phòng. Cảnh sát Đức Quốc Xã thực hiện phần lớn các đợt trục xuất hàng loạt những tù nhân của khu ghetto đến Treblinka bằng các toa tàu chật hẹp với 7,000 nạn nhân trên mỗi chuyến. Hai lần mỗi ngày, các đoàn tàu với những toa hộp chật kín người khởi hành từ điểm tập kết đường sắt (Umschlagplatz trong tiếng Đức); chuyến đầu tiên vào sáng sớm và chuyến thứ hai vào giữa buổi chiều. Trại hành quyết đón nhận phần lớn các nạn nhân trong khoảng thời gian từ ngày 23 tháng 7 đến 21 tháng 9 năm 1942. Grossaktion (chiến dịch quy mô lớn) được chỉ đạo tại thủ đô bởi Thiếu tướng SS và Cảnh sát (SS-Brigadeführer and Generalmajor der Polizei) Ferdinand von Sammern-Frankenegg - chỉ huy khu vực Warszawa từ năm 1941.
Bước ngoặt cuộc đời của khu Ghetto là thời điểm ngày 18 tháng 4 năm 1942, đánh dấu một làn sóng mới của việc hành quyết hàng loạt do SS thực hiện. 
Cho đến ngày hôm đó, cho dù cuộc sống có khó khăn đến đâu thì những người dân khu ghetto vẫn cảm giác được cuộc sống hàng ngày của họ, chính nền tảng của việc họ tồn tại dựa trên một điều gì đó ổn định và lâu dài... Ngày 18 tháng 4, chính nền tảng của cuộc sống ở khu ghetto bắt đầu chuyển động từ dưới chân của họ... Từ bây giờ, mọi người hiểu rằng khu ghetto đã bị giải thể, nhưng không ai nhận ra rằng toàn bộ dân số đều phải chết. — Marek Edelman

## Trục xuất
Ngày 19 tháng 7 năm 1942, Thống chế SS Heinrich Himmler đã ra lệnh cho thuộc cấp là Thượng tướng SS (SS-Obergruppenführer) Friedrich-Wilhelm Krüger, Lãnh đạo cao cấp SS và Cảnh sát (Höherer SS- und Polizeiführer - HSSPF), Toàn quyền Lãnh thổ chiếm đóng Ba Lan (Generalgouvernement für die besetzten polnischen Gebiete), thực hiện việc 'tái định cư toàn bộ dân Do Thái thuộc Phủ Toàn quyền trước ngày 31 tháng 12 năm 1942.' Ba ngày sau, vào ngày 22 tháng 7 năm 1942, lính SS Đức, dẫn đầu bởi "Ủy viên Tái định cư", Thiếu tá SS (SS-Sturmbannführer) Hermann Höfle, chỉ huy, đã triệu tập một cuộc họp với Ủy ban Ghetto Do thái Judenrat và thông báo cho người đứng đầu của ủy ban này là Adam Czerniaków về việc "tái định cư về phía Đông". Czerniakow - người đã tự sát sau khi biết được kế hoạch, được thay thế bằng Marc Lichtenbaum. Dân số của khu Ghetto đã không được thông báo về tình trạng thực sự của vụ việc. Chỉ đến cuối năm 1942 thì họ mới hiểu rằng việc trục xuất, do Cảnh sát Do Thái khu Ghetto giám sát, là đi đến trại tử thần Treblinka chứ không phải vì mục đích của tái định cư.

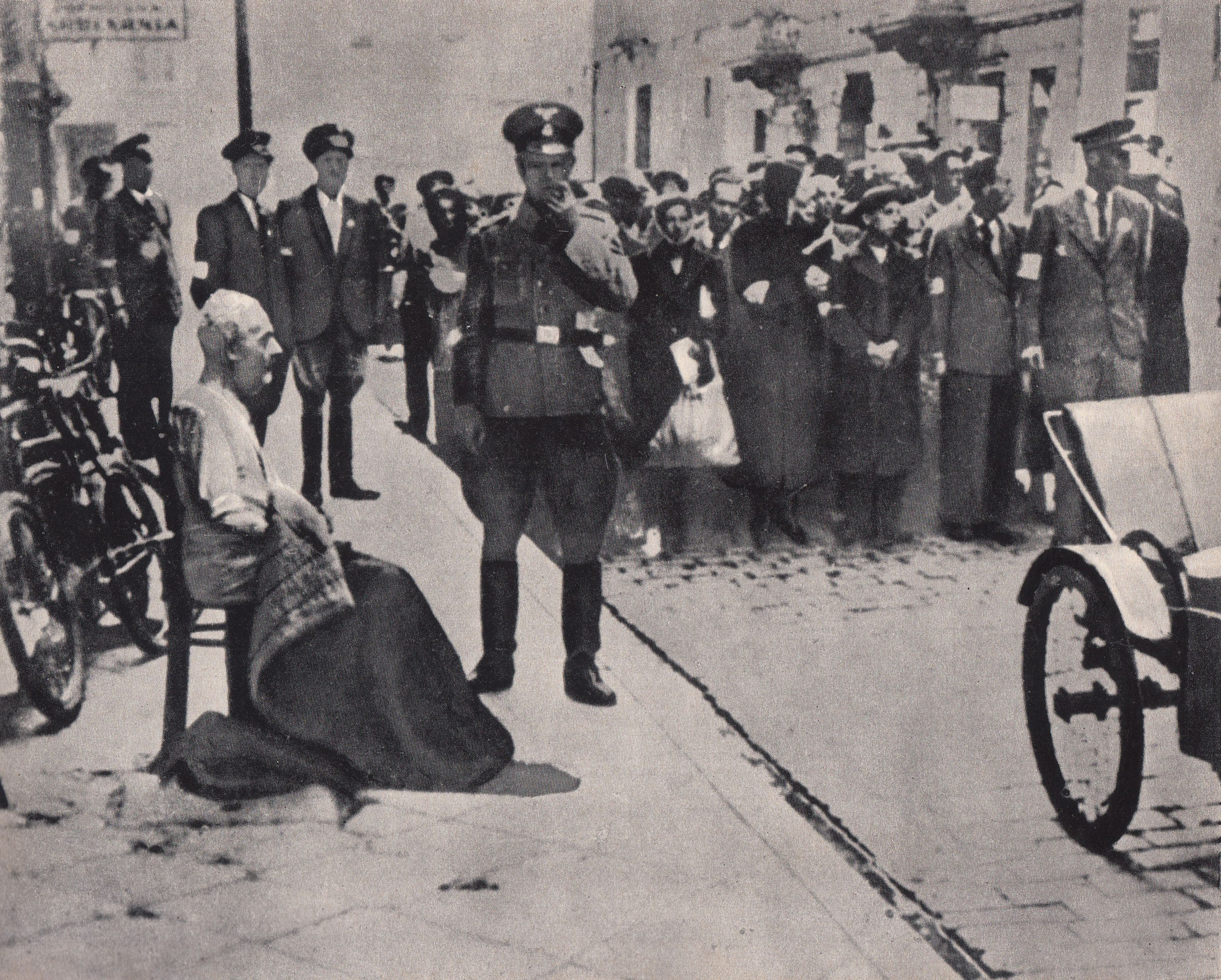
Grossaktion Warschau năm 1942

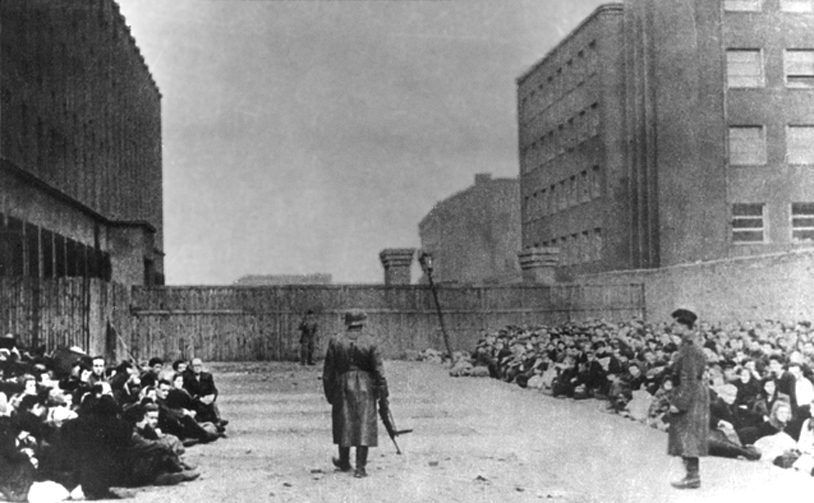
Trạm giữ Umschlagplatz để trục xuất đi Treblinka trại hành quyết

Trong hai tháng mùa hè của năm 1942, có khoảng 254,000 – 265,000 tù nhân khu Ghetto gồm đàn ông, phụ nữ và trẻ em bị chuyển đến Treblinka và bị hành quyết ở đó (hoặc ít ra là 300,000 theo các thống kê khác, có thể là bao gồm việc giảm dân số khu Ghetto được nhiều người coi là một phần của chiến dịch). Số lượng tuyệt đối những người Do Thái của khu Ghetto chết trong thời gian thực hiện Grossaktion sẽ khó mà so sánh ngay cả khi giải thể khu Ghetto vào mùa xuân năm sau trong và sau gian đoạn Khởi nghĩa Ghetto với khoảng 50,000 người đã bị giết chết. Grossaktion dẫn đến số nạn nhân của cái chết cao gấp năm lần. Việc xóa sổ thực tế khu ghetto không dẫn đến tiêu diệt dân số Do Thái ở Warszawa nhiều như Grossaktion đã làm vào mùa hè năm 1942.
Trong tám tuần, các chuyến tàu chở những người Do Thái đi Treblinka đã tiếp tục không ngừng nghỉ: 100 người trong một toa chở gia súc, 5,000 đến 6,000 mỗi ngày, bao gồm các bệnh nhân và trẻ mồ côi. Tiến sĩ Janusz Korczak, một nhà giáo dục nổi tiếng, đã đi cùng họ vào tháng 8 năm 1942. Ông đã được những người bạn Ba Lan và các những người mến mộ đề nghị một cơ hội trốn thoát khỏi lệnh trục xuất nhưng thay vào đó, ông đã chọn chia sẻ số phận với nhân dân mình. Khi đến Treblinka, các nạn nhân bị lột sạch quần áo và được dẫn đến một trong mười phòng được ngụy trang như phòng tắm vòi sen. Ở đó họ bị xả hơi ngạt đến chết trong các đợt khoảng 200 người bằng cách dùng khí monoxide (Zyklon B được sử dụng tại Trại tập trung Auschwitz một thời gian sau đó). Tháng 9 năm 1942, các phòng hơi ngạt mới được xây dựng tại Treblinka, có thể giết tới 3,000 người chỉ trong 2 giờ. Những người dân thường bị cấm đến gần khu vực này.
Kết cục bi thảm của khu Ghetto đã không thể thay đổi, nhưng con đường dẫn đến đó có thể khác dưới trướng một nhà lãnh đạo mạnh mẽ hơn. Không còn nghi ngờ gì nữa rằng nếu Khởi nghĩa của Ghetto Warszawa diễn ra ở thời điểm tháng 8 - 9 năm 1942 khi vẫn còn khoảng 300,000 người Do Thái, thì người Đức sẽ phải trả một cái giá cao hơn. — David J. Landau

Nhiều người Do Thái còn lại của khu Ghetto Warszawa đã quyết định chiến đấu, và nhiều người trong số họ đã được những người Ba Lan hoạt động bí mật giúp đỡ. Tổ chức Chiến đấu của người Do Thái (ŻOB, tiếng Hebrew: הארגון היהודי הלוחם) đã được thành lập vào tháng 10 năm 1942 và có nhiệm vụ chống lại mọi sự trục xuất trong tương lai. Tổ chức này được dẫn dắt bởi chàng thanh niên 24 tuổi Mordechai Anielewicz. Trong khi đó, Armia Krajowa (AK) bắt đầu tuồn các loại vũ khí, đạn dược và hàng hóa vào trong khu Ghetto cho cuộc khởi nghĩa. Von Sammern-Frankenegg bị Heinrich Himmler miễn nhiệm vào ngày 17 tháng 4 năm 1943 và thay thế bằng Trung tướng SS và Cảnh sát (SS-Gruppenführer und Generalleutnant der Polizei) Jürgen Stroop. Stroop tiếp quản từ von Sammern-Frankenegg vì cuộc tấn công bất thành chống lại phong trào bí mật của khu Ghetto.
Ferdinand von Sammern-Frankenegg, người chịu trách nhiệm của Grossaktion bị Himmler đem ra xét xử ở tòa án binh vào ngày 24 tháng 4 năm 1943 do không có khả năng thích hợp với nhiệm vụ được giao và bị đưa đi Croatia - nơi ông chết trong một cuộc phục kích của du kích địa phương. Jürgen Stroop được chỉ huy tối cao của Wehrmacht, Thống chế Wilhelm Keitel trao tặng Thập tự Sắt Hạng nhất cho "cuộc viễn chinh tàn sát" (Alfred Jodl). Sau chiến tranh, Stroop đã bị người Mỹ xét xử vì các tội ác chiến tranh, bị kết án và tử hình. Việc hành quyết ông ta đã không được thực hiện; thay vào đó, ông ta được giao cho chính quyền Ba Lan để xét xử lại. Ông ta một lần nữa bị kết án và tử hình ở Ba Lan và bị hành quyết tại địa điểm của khu Ghetto Warszawa vào ngày 8 tháng 9 năm 1951.

## Dòng thời gian của các sự kiện
| Dòng thời gian của Grossaktion Warsaw | Dòng thời gian của Grossaktion Warsaw |
| ------------------------------------- | --- |
| ngày 22 tháng 7 năm 1942              | người Đức với lính gác người Ukraina và Latvia trong đồng phục SS bao vây các bức tường của khu Ghetto |
| ngày 23 tháng 7 năm 1942              | Adam Czerniaków tự tử sau khi được yêu cầu chuẩn bị cho việc chuyển đi 6,000 người Do Thái trong một ngày |
| ngày 23 tháng 7 năm 1942              | Giết hàng loạt người Do Thái bằng khí gas, bắt đầu tại Trại tử thần Treblinka |
| ngày 6 tháng 8 năm 1942               | Mười lăm ngàn người Do Thái từ khu Ghetto bị chuyển đến Treblinka trong một ngày do được người Đức tặng lương thực. Mọi người xếp hàng trong vài ngày để bị "trục xuất" nhằm có được bánh mì. Vận chuyển được thực hiện hai lần mỗi ngày nhưng vẫn không thể chở hết số người này. |
| ngày 13 đến ngày 27 tháng 8 năm 1942  | 53,750 người Do Thái ở Warszawa bị trục xuất đi Treblinka trong vòng 15 ngày |
| ngày 6 đến ngày 7 tháng 9 năm 1942    | Hơn 1000 người Do Thái bị Đức Quốc Xã giết trên các đường phố của khu Ghetto |
| ngày 6 đến ngày 21 tháng 9 năm 1942   | 48,000 người Do Thái ở Warszawa bị trục xuất và bị giết trong hai tuần cuối của Aktion |
| ngày 21 tháng 9 năm 1942              | Có 2,196 nạn nhân trong chuyến vận chuyển cuối cùng từ thủ đô Ba Lan đến Treblinka. Trong đó bao gồm các cảnh sát người Do Thái liên quan đến những lần trục xuất và gia đình của họ.                                                                                              |
| ngày 30 tháng 9 năm 1942              | Những người Do Thái kẹt lại ở khu Ghetto bắt đầu xây dựng các boongke kiên cố để tự vệ |